# ORP Wicher (1928)
ORP «Wicher» («Вихер», с пол. — «вихрь») — польский эскадренный миноносец, служивший в составе ВМС Польши с 1930 по 1939 годы. Был флагманским эскадренным миноносцем Польши. Один из двух крупных польских кораблей, которые оказали упорное сопротивление немцам в сентябре 1939 года во время обороны побережья. Потоплен немецкой авиацией 3 сентября 1939 года.

## Строительство корабля
После того, как правительство Владислава Грабовского подтвердило принятие решения о взятии финансового кредита у Франции, возглавлявший министерство обороны генерал Владислав Сикорский вместе с контр-адмиралом Юрием Свирским на конференции в Иновроцлаве 7 сентября 1925 года предложили построить два новых эсминца. Согласно условиям предоставления кредита, корабли строились на французской верфи «Шантье Наваль Франсэ» в Бленвиле. Подобное условие поставили некоторые члены французского правительства. Переговоры с верфью шли с ноября 1925 года и завершились подписанием контракта 2 апреля 1926 года. По контракту французы обязались построить эсминцы наподобие кораблей типа «Бурраск». По своему классу корабли должны были стать самыми сильными судами в Балтийском море. Стоимость контракта составила 1 202 100 долларов. На строительство первого корабля — «Вихера» — ушло 27 месяцев, а на строительство «Бужи» — 39 месяцев.
Торжественная закладка «Вихера» состоялась 19 февраля 1927 года. Первые символические заклёпки вбили посол Польши во Франции Альфред Хлаповский и адмирал Юрий Свирский. Спуск судна на воду состоялся 10 июля 1928 года и был сопряжён с трудностями: корабль застрял на стапеле, и для его спуска понадобились буксиры. Крёстной матерью корабля стала Елена Хлаповская, жена Альфреда Хлаповского. В ходе строительства у французских кораблестроителей возникали серьёзные организационные трудности: во-первых, опыта строительства таких эсминцев у руководства вообще не было; во-вторых, на французских верфях долгое время продолжалась забастовка; в-третьих, по ходу строительства Председатель Наблюдательного совета, командор Ксаверий Черницкий ужесточил требования к кораблю, в результате чего работы затянулись ещё на полгода.
8 июля 1930 года «Вихер» вошёл в состав ВМС Польши. Первым командиром корабля стал капитан 3-го ранга Тадеуш Моргенштерн-Подъязд, который за семь дней привёл судно в Гдыню.

## Описание конструкции
«Вихер» с следующими размерами: длина 106,9 м (из них 100,9 м — между перпендикулярами), ширина 10,5 м и осадка 3,3 м (по чертежам 2,9 м и максимальная 3,8 м). Стандартное водоизмещение эсминца составляло 1400 метрических тонн, нормальное — 1540 тонн, полное — 1910 тонн. Двигателями являлись две паровые турбины «Парсонс» общей мощностью 35 000 лошадиных сил, работавшие на два винта. Пар для турбин обеспечивали три водотрубных котла типа Yarrow-Normand, располагавшиеся в двух котельных отделениях. Турбины и котлы изготовлены на заводе «Ателье е Шантье де ля Луар» в Сен-Назере. Запас нефтяного топлива составлял 330 тонн и позволял эсминцу преодолеть 3 тысячи морских миль со скоростью 15 узлов. Проектная скорость составляла 33 узла, но в ходе морских испытаний эсминец показал немного больше — 33,8 узла.
Главный калибр эскадренного миноносца состоял из четырёх 130-мм корабельных пушек модели Шнайдера-Крёзо образца 1924 года в одноорудийных полубашенных установках. Две из них на носу и две на корме, все — в позициях для стрельбы на примерно 3/4 окружности. Максимальный угол возвышения этих орудий составлял 35°, снаряд массой 32,5 кг мог пролететь чуть более 18 км при массе орудийной установки 12,7 т. Зенитная артиллерия корабля состояла из двух одноствольных автоматических зенитных пушек Vickers Mark II калибром 40 мм, максимальный угол их подъёма 85°, а скорострельность — 120 выстрелов в минуту. Дальность стрельбы по горизонтали 5700 м, по вертикальном — 3980 м. С 1935 года к ним прибавились два спаренных пулемёта Гочкис образца 1930 года калибром 13,2 мм. Орудия Vickers были установлены на корме по одному на каждый борт, а пулемёты — по бокам ходового мостика.
Два строенных торпедных аппарата калибром 550 мм с отделениями для торпед калибром 533 и 450 мм были размещены в корме симметрично относительно диаметральной плоскости корабля. Над ними находились ещё несколько прожекторов. Два бомбомёта с запасом 20 глубинных бомб Wz BH200 по 200 кг установлены в корме. До 1934 года на корабле были автоматические сбрасыватели бомб Thornycroft с шестью глубинными бомбами по 100 кг. Вооружение предоставил арсенал в Шербуре. Также на эсминце установлено радиооборудование: основная радиостанция SM1K, коротковолновая RKD/K и радиопередатчик R-J. В экипаж было 10—12 офицеров и 150 матросов.

## История службы

### Межвоенные годы
В начале службы под польским флагом «Вихер» стал флагманом дивизии миноносцев под командованием капитана 2 ранга Романа Станкевича. С 8 по 13 августа 1930 года эсминец сопровождал пассажирское судно «Полония», на котором президент Игнаций Мосцицкий совершал визит в Таллин. В марте следующего года «Вихер» совершил путешествие через Лиссабон к Фуншалу, откуда затем с Юзефом Пилсудским на борту направился в Гдыню (Пилсудский проходил курс лечения на курортах Мадейры). Первый подобный рейс боевого корабля в истории морского флота был описан капитаном судна Конрадом Намесьнёвским.
В июне 1932 года личный состав «Вихера» сыграл важную роль в так называемом Гданьском кризисе 1932 года, когда Сенат Вольного города Гданьска с большим трудом согласился предоставить полякам право на использование портов и размещение военно-морской базы в городе. В августе того же года группа польских судов во главе с «Вихером» и его капитаном Йозефом Унругом нанесла визит вежливости в Стокгольм. После ввода в эксплуатацию «Бужи» 19 августа 1932 был создан ещё один дивизион миноносцев. В июле 1934 года корабли первый и единственный раз перед началом мировой войны нанесли визит вежливости в Ленинград.
В качестве представителей польского флота дивизион эсминцев побывал в последующие годы с официальными и неофициальным визитами в таких городах, как Копенгаген, Киль, Хельсинки и Лиепая. Визит в Киль был нанесён по приглашению адмирала Эриха Редера, который с группой польских офицеров вылетел в Берлин и принял участие в банкете у Адольфа Гитлера. В Лиепае «Вихер» прошёл небольшой осмотр и ремонт. В 1935 году использовался для съёмок в фильме «Рапсодия Балтики». В мае 1937 года флаг главного корабля эскадры эсминцев был передан «Грому». Последние визиты «Вихер» наносил в Таллинн и Ригу в августе 1937 года.
На рубеже 1937−1938 годов на «Вихере» и «Буже» провели модернизацию и реконструкцию. Был добавлен тактический знак в форме буквы W, которую изобразили в носовой части корабля по обоим бортам. Планировалось в будущем отстроить эти корабли и оснастить их орудиями Bofors калибра 120 мм (как на «Громе» и «Грифе»), усилить зенитную артиллерию и даже соединить три трубы в котельной части в одну, чтобы улучшить динамические показатели эсминцев. Из-за отсутствия средств и надвигавшейся войны планы реализовать не удалось. Последним командиром кораблям был капитан 3-го ранга Стефан де Вальден (с 1 апреля 1939 — капитан 2-го ранга).
В первой половине 1939 года планировалось провести ещё один осмотр эсминца, однако его экипаж был приведён в полную боевую готовность и без осмотра. Ещё до войны согласно плану операции «Пекин» три корабля планировалось отправить в Великобританию, чтобы спасти польский флот от полного уничтожения в случае конфликта. «Вихер» решено было оставить для обороны побережья. С 18 марта экипажи кораблей были в полной боеготовности, поскольку война с Германией уже была неизбежна — Гитлер захватил Клайпеду и собирался отобрать Гданьск. Флот был мобилизован в конце августа в полном составе. Для корабля были доставлены дополнительные боеприпасы, а экипаж пополнился. Капитану вручили 11 тысяч долларов США, которые пригодились бы ему в случае визита в иностранный порт.

### Оборона польского побережья
После того, как 30 августа 1939 года «Гром», «Блыскавица» и «Бужа» отправились в Великобританию, в гавани остался только «Вихер». В ночь с 31 августа на 1 сентября 1939 года корабль направлялся в Гдыню. Около 7 часов утра были обнаружены недалеко отсюда три гидросамолёта Heinkel He 59. По ошибке поляки сначала приняли их за свои самолёты, основываясь на переданной ранее радиограмме (по предположению польских историков, это была немецкая ложная радиопередача. Но затем командир артиллерийской группы Збигнев Ковальский отдал приказ открыть огонь. По словам некоторых свидетелей, немцы первыми начали стрелять.
В соответствии с приготовленным в конце 1938—начале 1939 планом по обороне Гданьска в ночь с 1 на 2 сентября 1939 польскому флоту поручено проведение операции «Рурка». Она заключалась в установке минных заграждений на линии Хель — Сопот, которые должны были задержать немцев и не позволить им высадиться на побережье. «Вихеру» предстояло прикрыть минный заградитель «Гриф», который выходил из Пиллау. После загрузки запаса морских мин на «Гриф» поляки отправились в путь и столкнулись во второй половине дня близ Хеля с пикирующими бомбардировщиками Junkers Ju 87 IV из 1-го учебного авиаполка. Они попытались потопить и эсминец, и заградитель. Своевременные меры, предпринятые де Вальденом, позволили «Вихеру» избежать попадания авиабомб, однако сохранить целым «Гриф» не удалось — от взрыва бомбы на корме погибли пять членов экипажа во главе с командиром корабля Стефаном Квятковским. Старпом, капитан-лейтенант Виктор Ломидзе, опасаясь дальнейших авианалётов, немедленно приказал сбросить за борт мины, которые ещё не были подготовлены. Операцию пришлось отменить, но об этом экипаж «Вихера», отправившийся на запад от Пиллау, не был проинформирован.
Той же ночью поляками были обнаружены приблизительно на расстоянии 4500 м два немецких эсминца. По предположению историков, это были «Георг Тиле» и «Рихард Битзен». Вскоре поляки обнаружили ещё и третье судно: по одной версии, это был лёгкий крейсер «Лейпциг», по другой версии — эсминец «Вольфганг Зенкер». Так и не получивший распоряжение об отмене операции командир судна решил не открывать огонь, дабы не привлекать к себе внимания. Позднее де Вальден писал, что это была серьёзная ошибка: немецкие корабли были очень хорошо видны полякам и были уязвимы для артиллерийского огня и торпед, а вот немцы польские суда заметить не могли. Впрочем, историками опровергается подобный тезис: де Вальден к тому моменту уже получил приказ об отмене операции и направился обратно в Пиллау.
2 сентября около 5 часов утра «Вихер» вернулся в Хель. Согласно приказу Командования Флота, «Вихер» превратился в плавучую батарею близ Хеля и встал на якорь, как и «Гриф». Сам де Вальден уговаривал командование не принимать подобное решение и просил разрешения на уход в сторону Дании, однако его не стали слушать. С корабля сняли торпедные аппараты и убрали лотки для глубинных бомб, также были демонтированы несколько корабельных механизмов и основные котлы. В тот же день экипаж эсминца принял участие в отражении авианалёта и, по некоторым данным, сбил один самолёт.
Авианалёты на Хель, которые организовывала 506-я эскадрилья береговой обороны люфтваффе, не прекращались в течение всей ночи со 2 на 3 сентября. Хотя многие из них безуспешны, экипаж польского корабля серьёзно устал и не мог спокойно поспать, а вблизи дружественных кораблей не обнаружено. На рассвете к Хелю приблизились два эсминца — «Леберехт Маасс» и «Вольфганг Зенкер». Они открыли огонь с большого расстояния примерно в 6:55. Поляки ответили встречным огнём, который усиливался по мере приближения немцев. Вскоре к ним присоединилась 31-я береговая батарея имени Элиодора Ласковского с четырьмя орудиями калибра 152 мм. Польские артиллеристы (предположительно, расчёт второго главного орудия минзага «Гриф») после нескольких залпов обнаружили, что со стороны «Леберехта Маасса» пошёл дым. Как оказалось, немцы поставили немедленно дымовую завесу и отошли подальше от позиций поляков. Впрочем, на «Грифе» потерь избежать не удалось — убиты некоторые члены расчётов зенитных орудий.
Около 9:00 над портом снова появились немецкие самолёты: на этот раз «Юнкерсы» представляли 186-ю авиаударную группу с недостроенного авианосца «Граф Цеппелин». С огромной высоты бомбардировщики начали атаковать оба корабля. «Гриф» получил серьёзные повреждения, на которые и обращали внимания немецкие лётчики, а «Вихер» снова сумел избежать прямых попаданий. Авианалёт прекратился только в два часа дня, и по его итогам у немцев был сбит ещё один самолёт J9+ML с экипажем из унтер-офицеров Вильгельма Чупрына и Эриха Райнхарда.
Ещё один авианалёт 3 сентября стал для «Вихера» роковым. На горизонте были обнаружены самолёты 506-й и 706-й эскадрилий береговой обороны люфтваффе, которые и привлекли внимание экипажа. Однако в тот же момент основной удар нанесли четыре самолёта 186-й авиаударной группы под командованием капитана Эриха Блаттнера. Атака началась приблизительно в 15:00. Самолёты сбросили четыре бомбы на «Вихер». Взрывы этих бомб пробили палубу и борта. Двумя из этих бомбардировщиков командовали обер-лейтенанты Ганс Руммель и Карл-Германн Лион. Погиб один человек (старший матрос Эдуард Квятковский), ещё около 20 человек (от 17 до 22 по разным данным) были ранены. Корабль накренился на правый борт и затонул на мелководье у причала в гавани. По словам некоторых свидетелей, поляки отстреливались из зенитных орудий, но так и не смогли сбить ни один самолёт. Большинство моряков впоследствии участвовали в сухопутной обороне Польши, пока она не капитулировала 2 октября 1939 года.
После захвата Хеля корабль был поднят со дна. Планировалось отремонтировать корабль и ввести его в состав Кригсмарине под именем «Зеерозе» (нем. Seerose / Морская роза) В итоге корабль отбуксировали за пределы порта, где он снова затонул на мелководье. Над уровнем моря выступали некоторые его надстройки и трубы. После войны он использовался в качестве учебной мишени для польской морской авиации. В 1963 году часть судна была поднята со дна и утилизирована. Останки эсминца покоятся на дне Гданьского залива около Хели. Морское бюро в Гдыне в настоящее время предоставляет некоторым дайверам разрешение на обследование корабля.

## Командиры корабля
- С 8 июля 1930: капитан 3-го ранга Тадеуш Моргенштерн-Подъязд
- С 1 апреля 1933: капитан 3-го ранга Влодзимерж Кодренбский
- С 23 июня 1935: капитан 3-го ранга Людвик Зембицкий
- С июня 1936: капитан 2-го ранга Станислав Грыневецкий
- С 26 мая 1937: капитан 3-го ранга Мечислав Адамович
- С апреля 1938: капитан 2-го ранга Стефан де Вальден[30]